# Zonosaurus madagascariensis
Zonosaurus madagascariensis (Gray, 1831) è un sauro scincomorfo della famiglia Gerrhosauridae, diffuso in Madagascar e nelle isole Seychelles.

## Descrizione
È un sauro di media taglia, che può raggiungere lunghezze di circa 30 cm.

## Biologia
È una specie ovipara.

## Tassonomia
Comprende due sottospecie:
- Zonosaurus madagascariensis madagascariensis (Gray, 1831)
- Zonosaurus madagascariensis insulanus Brygoo, 1985

## Distribuzione e habitat
La specie è ampiamente distribuita in quasi tutto il Madagascar e nelle isole di Nosy Be, Nosy Komba, Nosy Sakatia e Nosy Tanikely. La sottospecie Z. m. insulanus è ristretta all'atollo Cosmoledo (Seychelles meridionali) e alle isole Gloriose.